# Cheliya
Cheliya (ou Chelya ; en oromo : Calliyaa) est un woreda du centre-ouest de l'Éthiopie situé dans la zone Ouest Shewa de la région Oromia. Il a 156 962 habitants en 2007, son centre administratif est Gedo.
Les principales agglomérations du woreda s'alignent sur la route Nekemte-Ambo.
Ejaji ou Ijaji se situe vers 1 700 m d'altitude à 113 km de Nekemte et 82 km d'Ambo ;
Gedo se situe vers 2 500 m d'altitude à 63 km d'Ambo et
Babich se situe vers 2 200 m d'altitude, à une cinquantaine de kilomètres d'Ambo et à la limite du woreda voisin Toke Kutaye.
Limitrophe de la zone Horo Guduru Welega au nord et des zones Est Welega et Jimma au sud-ouest, Cheliya est entouré dans la zone Ouest Shewa par Mida Kegn, Toke Kutaye, Tikur Enchini, Jibat, Dano et Bako Tibe,.
Autrefois plus étendu, le woreda a perdu du territoire avec le détachement de son voisin Mida Kegn probablement en 2007.
| Bako Tibe    | Jimma Rare | Mida Kegn                 |
| Bonaya Boshe | Cheliya    | Toke Kutaye Tikur Enchini |
| Limu Seka    | Dano       | Jibat                     |

La rivière Gibe qui coule à la limite sud-ouest du woreda le rattache au bassin versant de l'Omo. Les cours d'eau qui prennent naissance dans le nord du woreda sont au contraire des sous-affluents du Nil Bleu par la rivière Guder.
Le recensement national de 2007 fait état pour le woreda Cheliya d'une population de 156 962 habitants dont 14 % de citadins.
La population urbaine comprend 11 253 habitants à Gedo, 8 971 habitants à Ejaji et 2 521 habitants à Babich.
La majorité des habitants (54 %) sont protestants, 33 % sont orthodoxes, 5 % sont de religions traditionnelles africaines, 5 % sont musulmans et 2 % sont catholiques.
En 2022, la population du woreda est estimée à 234 814 personnes avec une densité de population de 255 personnes par km2 et 921 km2 de superficie.